# Вільково (Любуське воєводство)
Вільково (пол. Wilkowo) — село в Польщі, у гміні Свебодзін Свебодзінського повіту Любуського воєводства.
Населення — 991 особа (2011).
У 1975-1998 роках село належало до Зеленогурського воєводства.

## Демографія
Демографічна структура станом на 31 березня 2011 року:
|          | Загалом | Допрацездатний вік | Працездатний вік | Постпрацездатний вік |
| -------- | ------- | ------------------ | ---------------- | -------------------- |
| Чоловіки | 495     | 124                | 335              | 36                   |
| Жінки    | 496     | 106                | 317              | 73                   |
| Разом    | 991     | 230                | 652              | 109                  |